# الدمرداش توني
أحمد الدمرداش توني ولد في 10 أغسطس عام 1907م ملوي بمحافظة المنيا بمصر.
حصل الدمرداش توني على بكالوريوس الزراعة ، وعمل بوزارة الشؤون الاجتماعية ، وكان بطل مصر وجامعات بريطانيا للجمباز 1936م.
وهو مؤسس ورئيس الاتحاد المصري في رياضات السباحة والجمباز والأندية الريفية ورئيس اللجنة الأوليمبية المصرية وعضو اللجنة الأوليمبية الدولية مدى الحياة ، كما حصل على وسام اللجان الأوليمبية الأهلية وهو أول رياضي في العالم يحصل على جائزة اليونسكو عام 1988م.
وقد ترأس البعثات الأوليمبية بدورات لندن عام 1948م وهلسنكي عام 1952م وروما عام 1960م ، كما أنشأ متحف مصر الرياضي بالإستاد.
توفى الدمرداش توني في 10 أغسطس عام 1997م.

## وصلات خارجية
- المتحف الأوليمبى المصري